# 邁克爾·格倫農
邁克爾·查爾斯·格倫農（英語：Michael Charles Glennon，1944年5月13日—2014年1月1日）是一名已經被定罪的澳洲兒童性虐待犯罪者，同時也是前天主教會神父。格倫農在維多利亞省蘭斯菲耳德青年營犯下多起虐待案件，成為澳洲最著名的天主教性醜聞事件之一。

## 外部連結
- Australian press reports on his case（英文）